# Самостійна думка
«Самостійна думка» — літературний і громадсько-політичний місячник націоналістичного напряму. Виходив у 1931—1937 роках у Чернівцях за редакцією Сильвестра Никоровича, при активній співпраці Олега Ольжича.
Крім буковинських авторів, в «Самостійній думці» співпрацювали письменники і публіцисти: Улас Самчук, М. Мухин, О. Грицай, В. Сімович, С. Смаль-Стоцький та ін.
«Самостійна думка» — один з найкращих літературних журналів свого часу, що спричинився до духового виховання буковинців.
Як додаток до «Самостійної думки» виходили «Самостійна думка української матері» та «Державно-творча трибуна України» (1931 — 1932), під редакцією Сидонії Никорович.